# Эшенбург, Иоганн Иоахим
Иоганн Иоахим Эшенбург (1743—1820; нем. Johann Joachim Eschenburg) — немецкий писатель

, историк литературы, переводчик, педагог, литературный критик и библиотекарь

.

## Биография
Иоганн Иоахим Эшенбург родился 7 декабря 1743 года в городе Гамбурге. Изучал богословие в Лейпцигском университете с 1764 года и с 1767 года в Университете Геттингена.

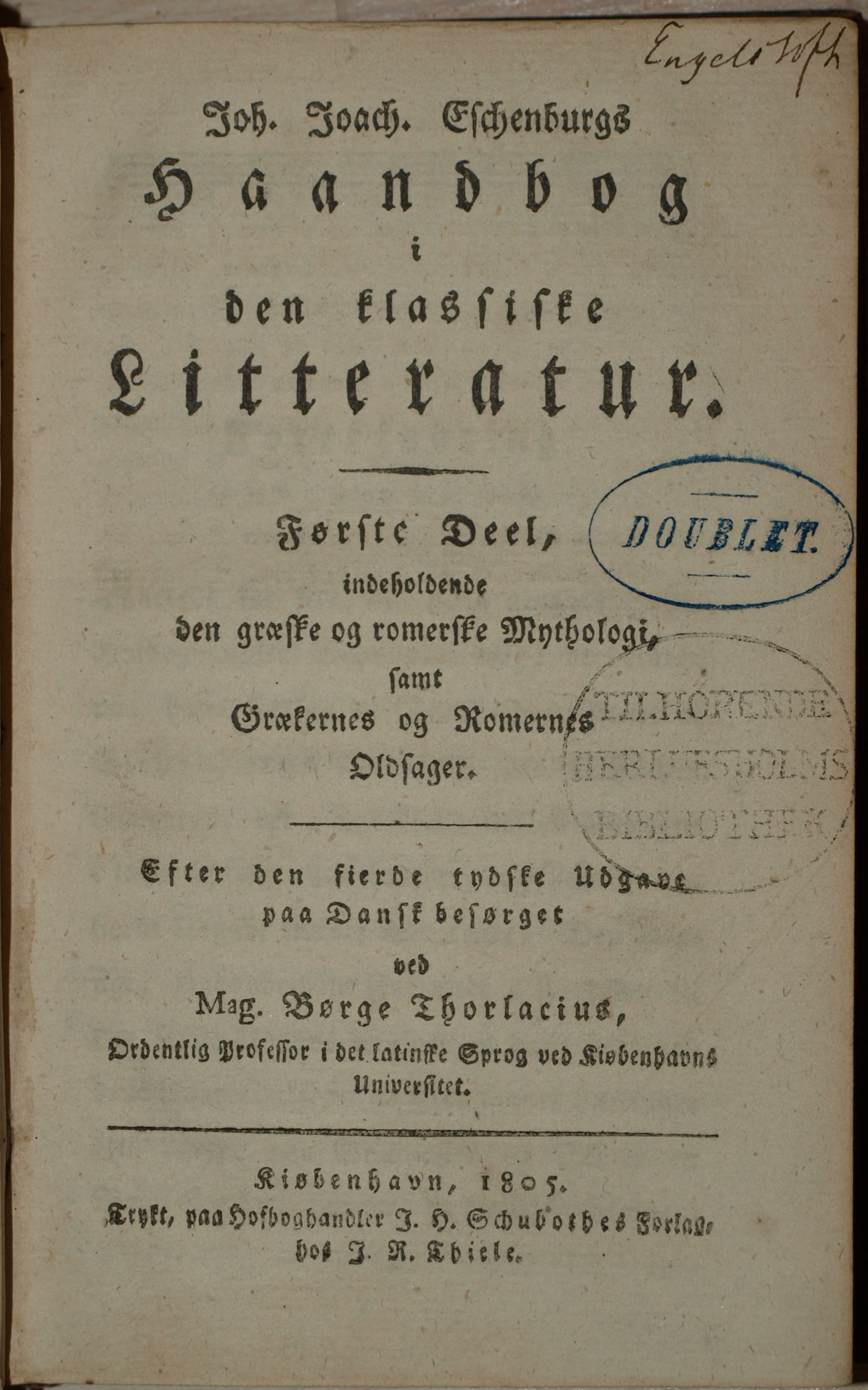
Одна из книг Эшенбурга

Когда он был профессором в Брауншвейгском университете, то подружился с Готхольдом Эфраимом Лессингом.
В свое время весьма распространены были учебники написанные И. И. Эшенбургом: «Entwurf einer Theorie und Litteratur der Schönen Wissenschaften» (Берлин, 1783; 5 издание, 1836), с хрестоматией — «Beispielsammlung zur Theorie und Litteratur der schönen Wissenschaften» (1788—1795); «Lehrbuch der Wissenschaftkunde» (1792; 7-е издание, 1825); «Handbuch der klassischen Litteratur» (1783; 8-е издание, 1837).
Иоганн Иоахим Эшенбург один из первых обратился к изучению памятников средневековой немецкой поэзии; результатом его работ в этой области явились «Denkmäler altdeutscher Dichtkunst» (Бремен, 1799 год) и издание «Der Edelstein» Ульриха Бонера.
Ему обязана немецкая литература первым полным переводом Шекспира (Цюрих, 1775—1782). Он же познакомил Германию с лучшими произведениями английской литературы по эстетике.
Иоганн Иоахим Эшенбург умер 29 февраля 1820 года в Брауншвейге; похоронен на кладбище Святого Магнуса.